# Чіккен Інн
Футбольний клуб Чіккен Інн або просто «Чіккен Інн» (англ. Chicken Inn Football Club) — професіональний зімбабвійський футбольний клуб з міста Булавайо.

## Історія
ФК «Чіккен Інн» був заснований в 1997 року в місті Булавайо, хоча до сезону 2011 року він жодного разу не здобував права виходу до вищого дивізіону національного чемпіонату. Назва клубу походить від назви головного спонсора клубу, мережі найбільшої компанії з приготування швидкої їжі в Зімбабве. В своєму дебютному в Прем'єр-лізі сезоні посів 8-ме місце, а наступного — 6-те.
В 2015 році команда досягла найбільшого успіху в своїй історії, стала переможцем Прем'єр-ліги Зімбабве.
На міжнародному рівні вони вперше взяли участь в Лізі чемпіонів КАФ 2016 року, й одразу ж поступилися в попередньому раунді «Мамелоді Сандаунз» з Південної Африки.

## Досягнення
- Прем'єр-ліга Зімбабве
  -  Чемпіон (1): 2015

- NetOne Charity Shield
  -  Володар (1): 2013

## Статистика виступів на континентальних турнірах
| Сезон | Турнір             | Раунд      | Клуб              | Вдома | На виїзді | Загальний |
| ----- | ------------------ | ---------- | ----------------- | ----- | --------- | --------- |
| 2016  | Ліга чемпіонів КАФ | Попередній | Мамелоді Сандаунз | 1-0   | 0-2       | 1-2       |